# Carl Zaar
Carl Anton Zaar (* 17. März 1849 in Köln; † 16. Januar 1924 in Berlin) war ein deutscher Architekt und Hochschullehrer.

## Leben

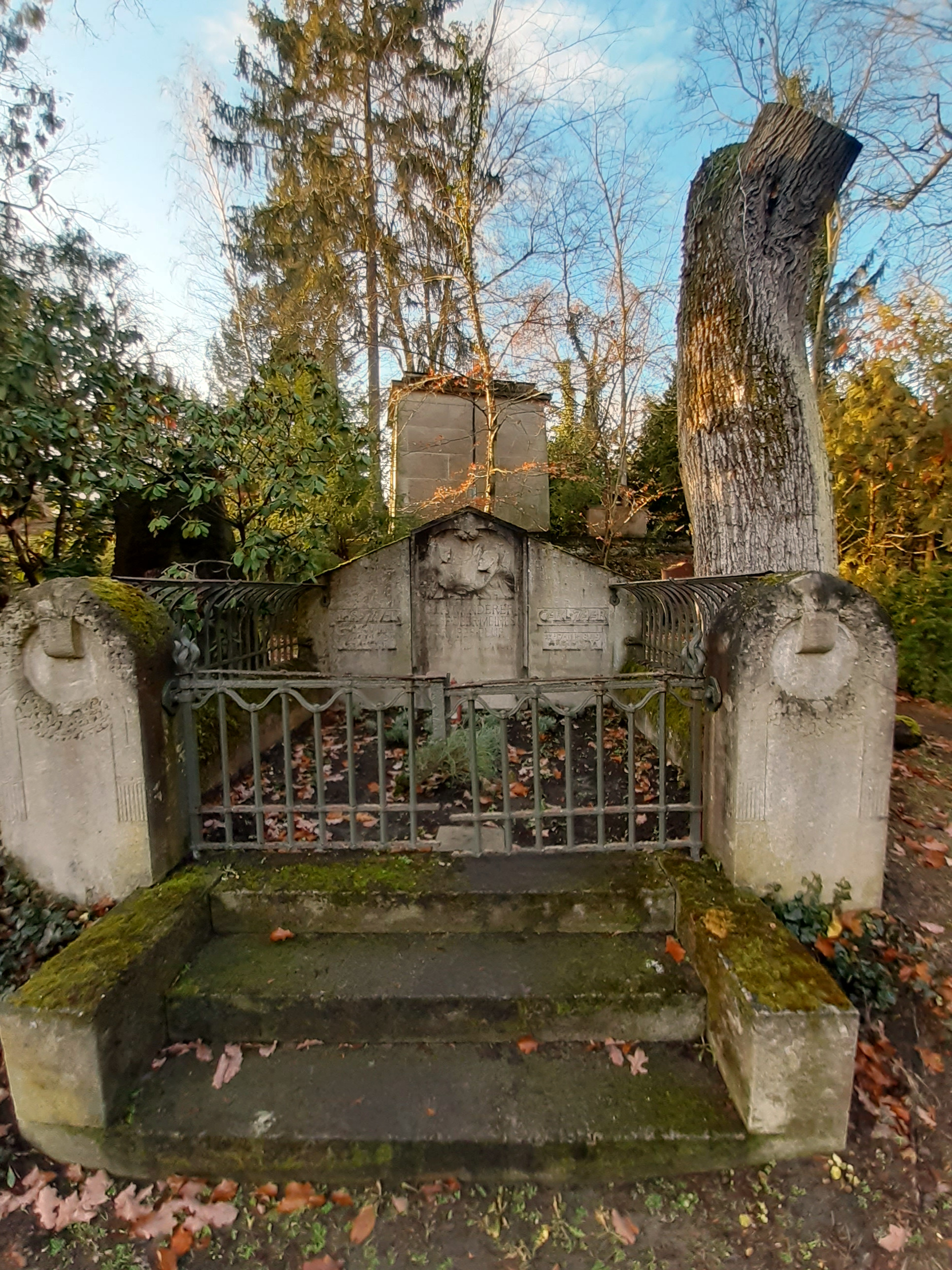
Grabstätte auf dem Alten Friedhof Klein-Glienicke in Potsdam.

Carl Zaar war ein Sohn des Arztes Dr. Heinrich Joseph Zaar und der Katharina Zaar geb. Führer. Seine Brüder waren Heinrich Zaar und August Leo Zaar.
Nach einer Maurerlehre war er Schüler von Julius Carl Raschdorff und studierte in der Folge an der Berliner Bauakademie. 1875 erhielt er den Schinkelpreis des Architektenvereins für den Entwurf Landesbibliothek für Berlin.
Nach dem erfolgreichen Abschluss seines Studiums im selben Jahr, war er nacheinander beim Kunsthistoriker Ferdinand Luthmer (in Frankfurt am Main), dem Architekten Hubert Stier (in Hannover) und bei dem Berliner Baubüro Ende & Böckmann der Architekten Hermann Ende, bei dem er auch Assistent an der Bauakademie bzw. Technischen Hochschule war, und Wilhelm Böckmann tätig.
Mit 33 Jahren machte sich Zaar 1882 in Berlin selbstständig. In den Jahren 1882 bis 1887 entwarf er in Zusammenarbeit mit dem Architekten Johann Mathias von Holst in Berlin einige Hotelbauten; z. B. das Grand Hotel Alexanderplatz (1883/1884) und den Altstädter Hof (1886) in der Kaiser-Wilhelm-Straße.
Als 1887 von Holst die Partnerschaft verließ, wurde Rudolf Vahl sein Nachfolger. Mit ihm war Zaar in den Jahren 1901 bis 1910 maßgeblich mit Arbeiten am Zoologischen Garten in Berlin betraut. Die beiden zeichneten verantwortlich für das Verwaltungsgebäude, das Hauptportal (Elefantentor), die Orchestertribüne und das Aquarium Berlin.
Im Auftrag des georgischen Fabrikanten und Philanthropen Dawit Saradschischwili arbeitete Zaar 1903–1905 an dessen Tiflisser Stadtvilla mit. Bekannt wurde der Bau ab den 1920er Jahren vor allem als Sitz des Georgischen Schriftstellerverbands.
Carl Zaar war ab 1880 bis 1907 auch als Lehrer an der Berliner Unterrichtsanstalt des Kunstgewerbemuseums tätig. Als Privatdozent unterrichtete er auch an der Technischen Hochschule und erhielt 1896 den Titel Professor. Als Mitglied des Architektenvereins beteiligte er sich zwischen 1875 und 1889 regelmäßig an den Monatskonkurrenzen und wurde mehrmals mit dem 1. Preis bedacht.
Am 8. Juni 1879 war er auch Gründungsmitglied der Vereinigung Berliner Architekten und war 1898 Vorstandsmitglied des Verbandes Deutscher Architekten- und Ingenieurvereine.
Er ist auf dem Alten Friedhof in Klein-Glienicke in Potsdam begraben.

## Werk

### Bauten

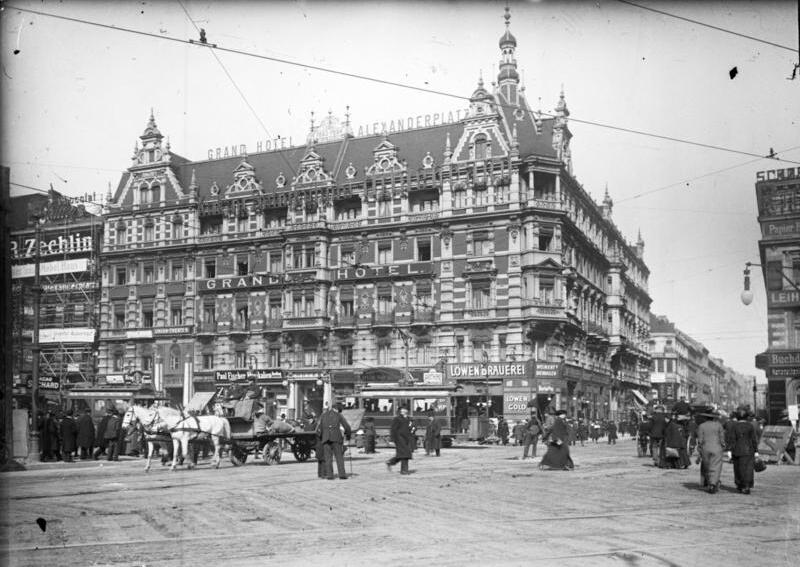
Grand Hôtel Alexanderplatz in Berlin, 1910

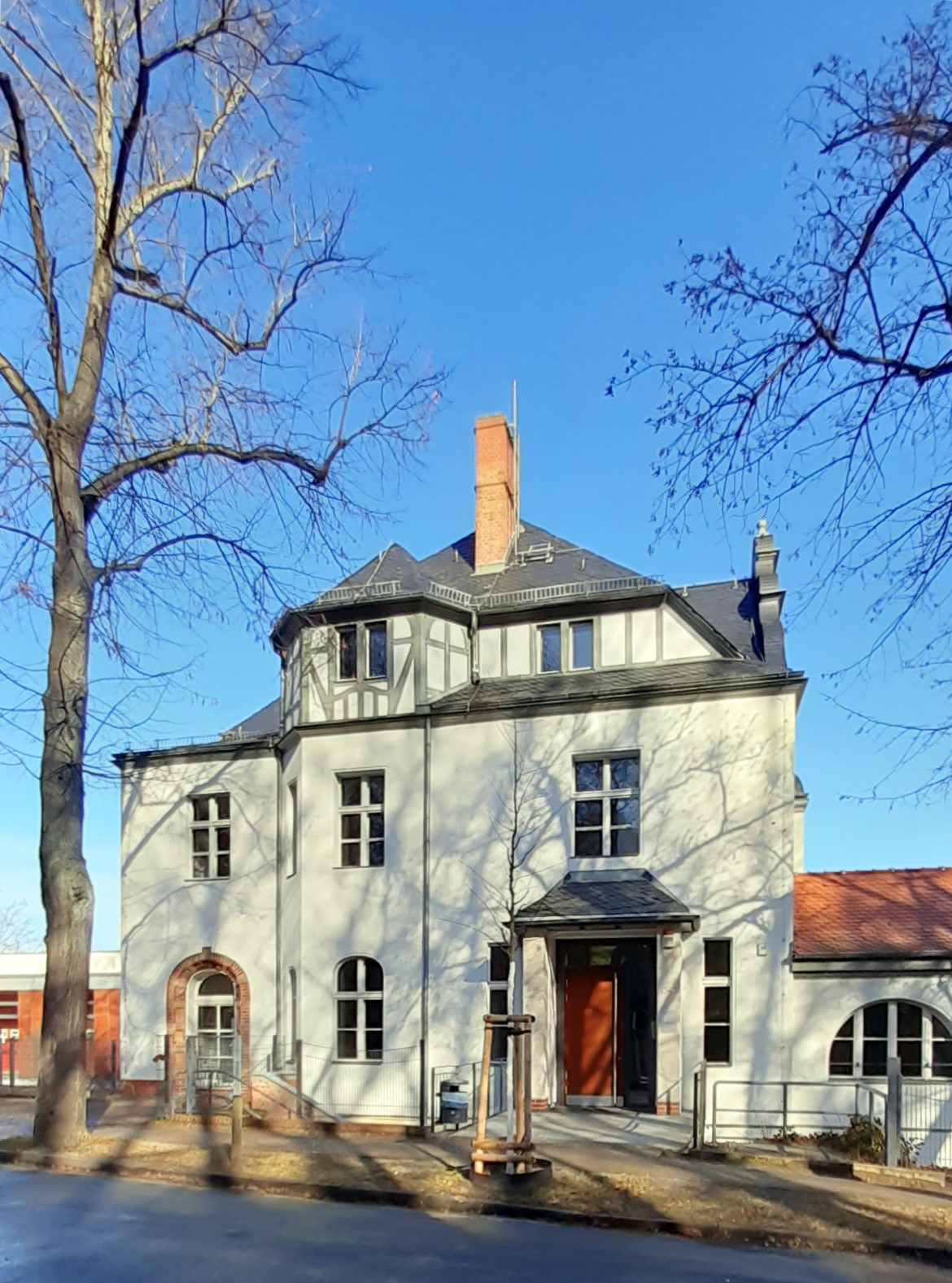
Villa Zaar, Karl-Marx-Straße 33, Potsdam

#### Mitarbeit bei Ende & Böckmann
- 1875/1876: Zoobauten
- 1877: Café Bauer, Unter den Linden
- 1879–1882: Völkerkundemuseum
- 1881/1882: Loge Royal York

#### Gemeinsam mit Matthias von Holst und Wilhelm Martens
- 1883–1884: Grand Hôtel Alexanderplatz in Berlin-Mitte, Alexanderstraße / Neue Königstraße (mehrfach umgebaut, kriegszerstört).

#### Gemeinsam mit Matthias von Holst
- 1885–1887: Wohn- und Geschäftshäuser für die Durchlegung der Kaiser-Wilhelm-Straße (heute Karl-Liebknecht-Straße)[5]
- 1886–1887: Geschäftshaus Neue Friedrichstraße 70/71, Mietshäuser Lessingstraße 48, Klopstockstraße 43[6] und 44/45[7]
- 1887–1888: Rathaus in Oldenburg (ausgeführt durch Carl Franz Noack)[8]

#### Gemeinsam mit Rudolf Vahl
- 1888 und 1889: Wohnhäuser Claudiusstraße 8 und 7
- 1896: Wettbewerbsentwurf für das Kurhaus in Westerland auf Sylt (gemeinsam mit Emanuel Heimann; prämiert mit dem 2. Preis)[9] und Villa im Grunewald, Winklerstraße 12.
- 1897: Gemeindeschule im Grunewald
- 1902–1903: Realgymnasium im Grunewald
- 1902–1903: Vorhalle als Erweiterung der Kapelle auf dem Friedhof Grunewald in Berlin[10]

#### Eigene Bauten
- 1899: Rathaus in Stolp in Preußen
- 1902: „Villa Zaar“, repräsentatives Wohnhaus in der Villenkolonie Neubabelsberg in Potsdam
- 1908: Evangelische Kirche in Eichwalde

### Schriften
- (gemeinsam mit August L. Zaar): Geschäfts- und Kaufhäuser, Warenhäuser und Meßpaläste, Passagen und Galerien. (= Handbuch der Architektur, Teil IV, 2. Halbband, Heft 2.) Arnold Bergsträsser Verlagsbuchhandlung A. Kröner, Stuttgart 1902.